# Riu Klang

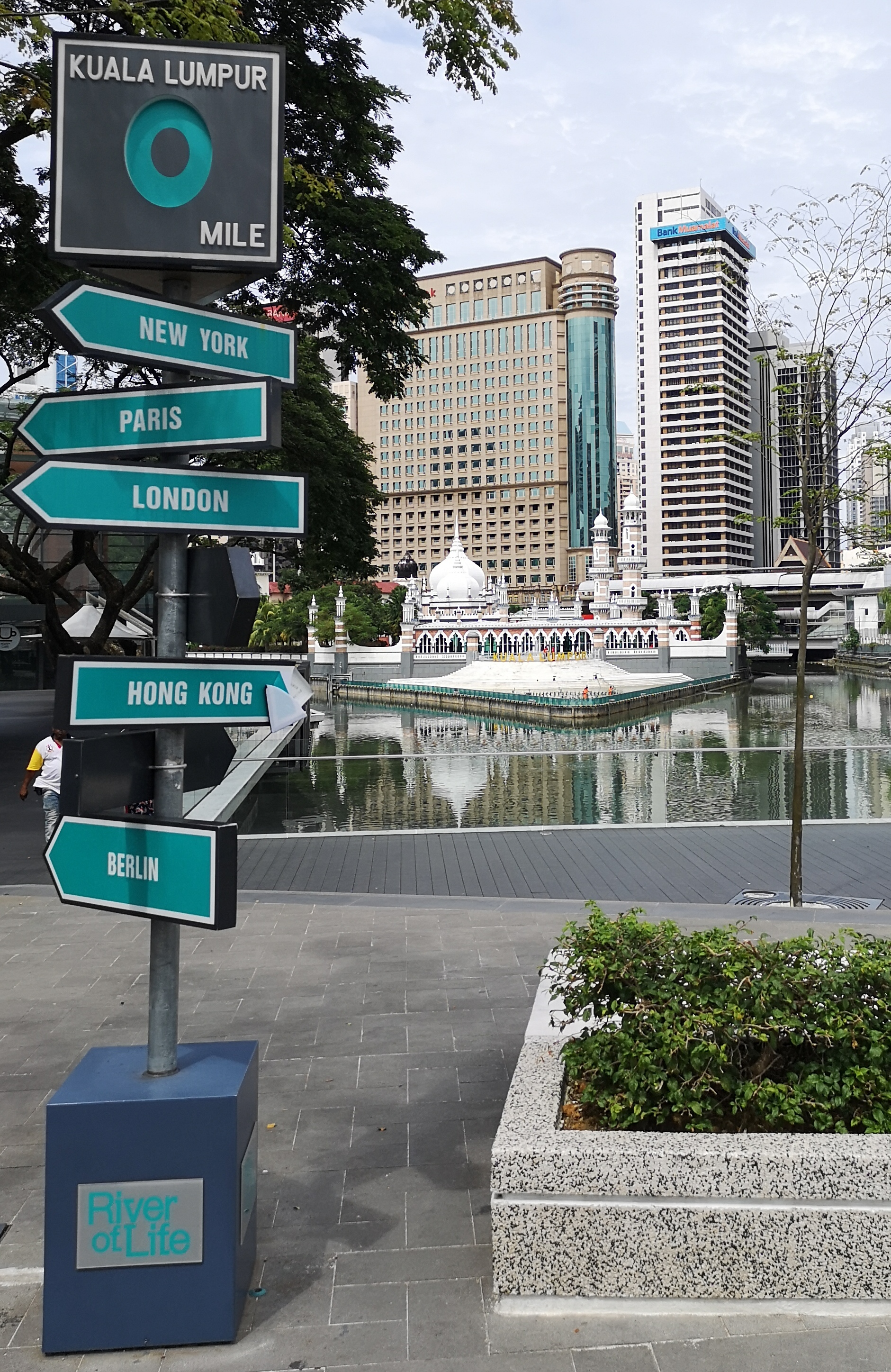
Zero Mile Kuala Lumpur with Sungai Gombak and Sungai Kelang in the background

El riu Klang és un riu que flueix a través de la ciutat de Kuala Lumpur i l'estat de Selangor a Malàisia per desembocar en l'estret de Malacca. La seva longitud és de 120 km i la seva conca abasta uns 1288 km². Aquest riu té onze afluents principals.
Ja que flueix a través de la vall Klang, que és una zona densament poblada per més de quatre milions de persones, està considerablement contaminat.
Alguns grans projectes han reduït alguns trams del riu fins convertir-lo en un gran col·lector d'aigües pluvials, la qual cosa contribueix a les inundacions sobtades a Kuala Lumpur, especialment després de fortes pluges.
Aquest riu s'origina en terres altes, a 25 quilòmetres al nord-est de Kuala Lumpur. S'uneix amb 11 afluents principals com els rius Gombak, Batu, Kerayong, Damansara, Keruh, Kuyoh, entre d'altres.
En els últims anys, s'han vist cocodrils en alguns punts al llarg del riu.